# Almazul
Almazul – gmina w Hiszpanii, w prowincji Soria, w Kastylii i León, o powierzchni 67,86 km². W 2011 roku gmina liczyła 97 mieszkańców.